# Eduard Wagner (Politiker)
Friedrich Eduard Wagner (* 16. Oktober 1868 in Meerane; † 4. Dezember 1943 in Wurzen) war Jurist und Mitglied des Deutschen Reichstags.

## Leben
Wagner besuchte die Bürgerschule in Meerane, das Gymnasium in Zwickau und das Wettiner Gymnasium in Dresden sowie die Universität Leipzig. Während seines Studiums wurde er Mitglied beim Verein Deutscher Studenten Leipzig. Vom 1. August 1891 ab war er Referendar und Dr. jur. Vom 1. Oktober 1891 bis zum 30. September 1892 leistete er seinen Militärdienst als Einjährig-Freiwilliger im 9. Infanterie-Regiment Nr. 133 der Sächsischen Armee ab und stieg später zum Oberleutnant der Landwehr auf.
Bis 31. Dezember 1896 war er Referendar in Dresden, Lößnitz, Wolkenstein, Penig, Plauen und wieder Dresden. Ab 1. Januar 1897 bis 31. März 1898 war er Assessor am Landgericht Leipzig, von 1. April 1898 bis 31. Dezember 1899 Assessor am Amtsgericht Waldheim, von 1. Januar bis 31. März 1900 Assessor am Amtsgericht Dresden, von 1. April 1900 bis 31. März 1904 Amtsrichter in Radeberg, von 1. April 1904 bis 31. Dezember 1904 Amtsrichter und Hilfsrichter am Oberlandesgericht in Dresden und seit 1. Januar 1905 Landrichter am Landgericht Dresden. Von 1919 bis 1925 war Wagner Präsident des Landgerichts Zwickau und von 1926 bis 1934 des Landgerichts Leipzig.
Von Jugend an war er politisch tätig. Er gab als Student im Frühjahr 1891 in Leipzig die erste Anregung zur Huldigung aller deutschen Hochschulen vor Bismarck in Kissingen. Weiter war er Vorstandsmitglied zahlreicher nationaler Verbände und Vereine, des Konservativen Landesvereins und des Konservativen Vereins in Dresden und stellvertretendes Mitglied des ärztlichen Ehrenrats für die Kreishauptmannschaft Dresden. Er kandidierte zum ersten Mal für den Reichstag 1903 als Kandidat aller nationalen Parteien im 4. sächsischen Wahlkreis, unterlag aber dem Sozialdemokraten August Kaden.
Von 1907 bis 1912 war er für die Deutschkonservative Partei Mitglied des Deutschen Reichstags für den Wahlkreis Königreich Sachsen 9 (Freiberg, Hainichen). Nach dem Ersten Weltkrieg trat er der DNVP bei und wurde 1919 Mitglied und Sekretär der Sächsischen Volkskammer. Zwischen 1920 und 1922 war er Vizepräsident des Sächsischen Landtags und von 1926 bis 1929 nochmals dessen Mitglied. 1922 sprach er sich im Landtag dagegen aus, den 1. Mai und den 9. November zu Feiertagen im Land Sachsen zu erklären.